# 张煜
张煜（1982年—）是中華人民共和國一位肿瘤内科醫生，曾於2021年揭露該國的癌症醫治亂象，最終於2022年被就職的醫院北京大学第三医院解僱。

## 生平
张煜出生於浙江衢州。2006年，张煜獲得了北京大学医学部临床医学系頒發的硕士学位，之后进入北京大学第三医院，並成為該院的肿瘤内科主治医师，他主要治療消化道肿瘤。2021年4月2日，张煜在知乎反映肿瘤的不规范诊疗问题，例如有醫生向患者推薦花费最多、效果最差的癌症治療方案，還有醫生隨意更改癌症標準治療方案。张煜認為，可能是醫生的專業知識不足以及經濟利益導致出現上述問題。張煜還提到上海交通大學醫學院附屬新華醫院普外科副主任醫師陸巍，指出其故意欺騙一名晚期胃癌AFP（α-胎儿蛋白）陽性患者，使得患者生存期縮短，花費更高，導致患者拖欠大量債務。不過张煜曝光後在壓力下删帖。
张煜的曝光被輿論關注後，2021年4月19日，国家卫健委表示，将調查张煜反映的问题。4月27日，国家卫健委表示，陸巍的治疗原则基本符合规范。這一結論引發张煜不滿，张煜表示願意與國家衛健委召集的專家組公開辯論。同年5月，陸巍和新華醫院一同被罰款，陸巍還被暂停执业6个月。
後來北京大学第三医院將张煜從门诊部調離至住院部。2022年2月25日，北京大学第三医院以张煜違反了职业道德和社会公德，影响医院声誉為由將其解僱。
後來张煜來到浙江衢州一家区级医院就職。2023年3月，张煜主動要求辭職。